# إسبلكنون خذروفي
إسبلكنون خذروفي (الاسم العلمي:Splachnum turbinatum) هو نوع من النباتات يتبع جنس الإسبلكنون من الفصيلة الإسبلكنونية.